# Haralambie Balamaci
Haralambie Balamaci, alternativ Haralambie Balamace, cunoscut și sub numele de Papa Lambru, (n. 15 august 1850, Plasë⁠(d), regiunea Korçë, Albania – d. 23 martie 1914, Korçë, regiunea Korçë, Albania) a fost un cleric ortodox aromân, activist al propagandei românești în Macedonia și Epir.

## Biografie

### Educație
Haralambie Balamaci s-a născut în 1850 în satul vlah (aromân) Pleasa din regiunea Corcea, care făcea parte atunci din Imperiul Otoman. El aparținea familiei fârșerote Balamaci. A învățat la Liceul din Corcea și în 1879 a devenit preot și profesor de caligrafie și pictură la școala greacă.

### Exponent al românismului
A plecat la București (România) și a renunțat să se mai supună ierarhiei bisericești grecești și să mai țină slujbe în limba greacă. A studiat un an la Seminarul Teologic de la Curtea de Argeș. S-a întors apoi în Imperiul Otoman și s-a alăturat propagandei românești. În 1881 a deschis o școală românească în orașul Prilep. În același an, 1881, împreună cu unchiul său, Spiru, a făcut parte dintr-o delegație vlahă care a protestat la Istanbul împotriva cedării Tesaliei către Grecia, întrucât noua frontieră întrerupea accesul la pășunile de iernat ale turmelor vlahe. Protestul vlahilor a stârnit nemulțumirea grecilor, care i-au perceput pe vlahi ca niște dușmani.
Mai târziu preotul Balamaci a deschis o școală românească în localitatea natală Pleasa, unde a slujit ca preot vorbitor de limba română. A înființat ulterior școli românești în localitățile Corcea, Moscopole, Șipska, Grabova, Langa, Nicea, Vitkuk și chiar în orașele Elbasan și Berat. Ministrul român Take Ionescu l-a numit pe pr. Balamaci ca învățător de limba română în orașul Corcea și director al școlii românești din satul Frashër.
Pedagogul aromân Apostol Mărgărit a întocmit în 1890 o petiție pentru înființarea unei episcopii ortodoxe românești în regiunile locuite de vlahi, iar în iunie 1892 o delegație formată din șase reprezentanți ai aromânilor - Papa Nicolae Cornetescu din Crușevo, preotul Haralambie Balamace din Corcea, Gheorghe Hagi Goga, negustor din Veria, Hristu Zega, negustor din Salonic, Zissi Papatanasi, doctor în medicină și director al școlii românești din Grevena, Haralambie Cogiaman, institutor la Berat, și Dumitru Atanasescu, institutor la Târnova - au călătorit la Constantinopol pentru a înainta petiția la Înalta Poartă. Aromânii îl anunțau pe sultan că mitropolitul românilor de pe teritoriul Imperiului Otoman nu va adopta o poziție de „fanatism” și „opoziție” față de Înalta Poartă, iar școlile românești care funcționau deja vor putea fi inspectate fără probleme de funcționarii provinciali ai Ministerului Instrucțiunii. Patriarhia Ecumenică a tergiversat demersurile pentru înființarea episcopiei, refuzând să-i primească pe reprezentanții aromânilor și amenințând că-i va afurisi pe toți românii din jurisdicția sa pe motiv că promovează „o tendință schismatică”. În plină campanie de intimidare a preoților și credincioșilor aromâni, preotul Balamaci a rămas la Constantinopol până în 1895.
Aflați la Constantinopol, delegații macedo-români, printre care și pr. Balamaci, au trimis un memoriu ministrului plenipotențiar al României la Constantinopol în care îl acuzau pe Apostol Mărgărit că administrează discreționar și cu rea credință școlile românești de pe teritoriul Imperiului Otoman, decontând cheltuieli fictive, făcând numiri și mutări în funcție de interesele personale, numind la conducerea școlilor persoane ignorante și neinteresate de cauza românismului și perturbând procesul didactic prin lăsarea vacantă a posturilor și prin lipsa materialelor didactice. Acest memoriu a fost citit în ședința Senatului României din 26 februarie 1896 de istoricul V.A. Urechiă.

### Campania de intimidare
Odată revenit în regiunea Corcea, preotul Balamaci a fost acuzat de superiorii săi bisericești că „i-a condus ostentativ pe școlari la bisericile română și bulgară și i-a forțat să se împărtășească”, ceea ce era un comportament necanonic. Convocat de autoritățile ierarhice superioare, „a refuzat să răspundă apelului făcut de mitropolit, declarând că nu-i recunoaște autoritatea”, consemna ziarul Epoca din 11 mai 1904. La instigarea mitropolitului grec, activiștii naționaliști progreci au încercat fără succes să-l omoare pe preotul Balamaci. În 1905 detașamentul lui Konstantinos Gkountas a atacat satul Pleasa pentru a opri săvârșirea slujbelor în limba română la Biserica „Preasfânta Născătoare de Dumnezeu” din localitate. Gkountas a ars cărțile liturgice românești, dar slujbele religioase în limba română au continuat. În plus, preotul Balamaci s-a deplasat într-o altă parohie, fără încuviințarea ierarhului, pentru a oficia acolo o cununie.
În iunie 1905 mitropolitul Fotie Kalpidis al Moscopolei, Coriței și Selasforului a încercat să viziteze biserica aromână din satul Pleasa, dar a fost alungat cu pietre și amenințat și, ca urmare, l-a excomunicat de preotul Balamaci și pe toți susținătorii săi. Preotul vlah a fost acuzat că a încercat să-l asasineze pe mitropolit și a fost arestat. După eliberare, Balamaci s-a stabilit la Corcea, unde a deschis o școală românească. Mitropolitul Fotie a interzis accesul tuturor vlahilor proromâni în biserica grecească, iar preotul Balamaci a început să celebreze slujbe religioase în clădirea școlii. În 1906 Fotie a fost asasinat de activistul proromân Tanase Nastu, iar noul mitropolit, Ghervasie Sarasitis, a repetat excomunicarea lui Balamaci.
După încheierea Războaielor Balcanice prin Pacea de la București (1913), se prefigura obținerea unor drepturi naționale pentru etnicii aromâni. Bande de antarți (luptători greci care au ocupat teritoriile cedate statelor din Balcani de Imperiul Otoman și au realizat acțiuni de purificare etnică) acționau în acea vreme în nordul Epirului, la instigarea mitropoliților greci, încercând să obțină alipirea ținuturilor epirote din sudul Albaniei la Grecia. Preotul Balamaci a fost arestat și maltratat de antarți pentru înființarea unor școli în limba română și pentru oficierea slujbelor religioase în limba română, fiind eliberat la intervenția lui Take Ionescu la prim-ministrul grec Elefterios Venizelos.

### Asasinarea
În 1913, în orașul Corcea ocupat de trupele grecești, războinicul grec Gheorghios Țontos (Kapetan Vardas) l-a arestat pe fiul lui Haralambie, Nicolae (Nicuță) Balamaci, dar acesta din urmă a reușit să fugă la Istanbul. În urma unui acord încheiat de prim-ministrul grec Eleftherios Venizelos cu Marile Puteri, nordul Epirului a fost cedat Albaniei în schimbul insulelor din Marea Egee. Grecii din Corcea au fost înfuriați de această decizie, iar bande de antarți au pătruns în cartierul vlah din Corcea, jefuindu-i și maltratându-i pe locuitori, incendiind casele vlahilor și obligându-i să declare că nu-și vor mai trimite copiii la școlile românești. Preotul Balamaci a fost considerat principalul responsabil pentru cedarea nordului Epirului către Albania. Un grup de 60 de oameni înarmați au înconjurat casa familiei Balamaci în dimineața zilei de 23 martie 1914, cu puțin timp înainte ca trupele grecești să se retragă din nordul Epirului, și au amenințat că vor da foc casei dacă frații Haralambie și Sotir nu se vor preda de bună voie pentru a fi duși la sediul Mitropoliei, unde urmau să dea explicații. Haralambie și Sotir Balamaci au ieșit din casă și au fost duși la marginea orașului, unde, alături de alți doi aromâni, au fost bătuți, mutilați, străpunși cu baionetele și împușcați. Corpurile lor au fost mutilate oribil, după cum a mărturisit fiica preotului.
Autoritățile albaneze au efectuat ulterior, sub supravegherea reprezentanților Marilor Puteri, o anchetă a masacrului de la Corcea și au stabilit că vinovații principali erau soldații greci și localnicii grecomani, deghizați în antarți, iar autorii morali erau mitropolitul grec Gherman Anastasiadis de Corcea și chiar oficialități ale guvernului de la Atena. Românii din România au protestat față de acest masacru, dar protestul lor a rămas fără ecou. Istoricul Nicolae Iorga a avut o intervenție în Parlamentul României cu privire la masacrul de la Corcea, iar ziarul Românul a cerut în articolele publicate cu acest prilej ca guvernul Greciei să-și asume răspunderea asasinatelor. Prim-ministrul grec Venizelos a respins implicarea autorităților grecești și a afirmat că „tulburările respective au fost provocate de niște greci inconștienți, fără răspundere oficială”.

### Memoria lui
Situația aromânilor din Albania s-a schimbat în bine după venirea la putere a lui Ahmed Zogu, care, spre deosebire de naționalistul Fan Noli, a permis celebrarea slujbelor religioase în limba română (asta deși însuși Noli avea origini vlahe). Ca urmare a schimbării atitudinii guvernamentale albaneze, a fost dezvelit la 26 octombrie 1925 un bust al preotului Haralambie Balamaci în curtea bisericii românești, nou construite, din Corcea, în prezența ministrului plenipotențiar român la Tirana. O stradă din orașul Corcea îi poartă nunmele.
Preotului Haralambie Balamaci i s-a acordat titlul de „Erou albanez în lupta contra elenizării” în anul 1962 și titlul de „Învățător al neamului” în 1994, ultimul de către președintele Sali Berisha al Albaniei.
În al doilea deceniu al secolului al XXI-lea Biserica Ortodoxă Română a început să-l pomenească pe preotul Balamaci, cu binecuvântarea patriarhului Daniel, în ziua de 23 martie. Astfel, la inițiativa Institutului „Eudoxiu Hurmuzachi” pentru românii de pretutindeni, în parteneriat cu Societatea de Cultură Macedo-Română, au fost organizate anual în unele biserici din București parastase pentru martirii români din Balcani, în frunte cu preotul Haralambie Balamaci, în anii 2016, 2017, 2019 și 2021. Parastasele din anii 2016 și 2021 au fost săvârșite de episcopul vicar patriarhal Varlaam Ploieșteanul, care a evocat în predica sa viața preotului Balamaci, considerându-l „un exponent al românismului în sudul Dunării” și un „martir [...] care s-a jertfit pentru românism, pentru limba română și pentru credința ortodoxă”.